# Dale Earnhardt (autóversenyző, 1974)
Ralph Dale Earnhardt, Dale Earnhardt Jr. (Kannapolis, Észak-Karolina, 1974. október 10. –) amerikai autóversenyző a NASCAR Sprint Cup bajnokságban és a Nationwide Series -ben versenyez. A legmagasabb kategóriában a 88-as számú AMP Energy/United States National Guard Chevrolet Impalat vezeti, a Hendrick Motorsports színeiben, míg a NASCAR másodosztályának számító Nationwide-ban saját csapatának, a JR Motorsportsnak ötös vagy hetes számú autójának volánja mögött versenyez.

## Korai évek
Dale Jr. viszonylag későn, 17 évesen kezdett versenyezni. Eleinte kisebb szériaautó-bajnokságokban állt rajthoz, majd 1996 és 1997 között kilenc futamon a mostani Nationwide Series elődjének számító Busch Series-ben is bemutatkozott a Dale Earnhardt Inc. csapatban, majd 1998-ban teljes szezonra szóló szerződést írt alá velük, s még ugyanebben az évben hét győzelemmel bajnok lett, a címet 1999-ben sikerült megvédenie is. 98-ban a Winston Cupban (mostani Sprint Cup) is debütált, a rákövetkező évben már 5 versenyen vezethetett a legjobbak között, 2000-ben pedig már teljes szezonban a legmagasabb kategóriában róhatta a köröket.

## NASCAR Winston Cup/Sprint Cup

### 2000
Dale Earnhardt Jr. a Texas Motor Speedway-en aratott győzelmével túlszárnyalta apja rekordját, mint a legkorábban győztessé váló versenyző a legmagasabb kategóriában (12 versenyre volt szüksége ehhez). Sokáig versenyben volt az Év újonca címért is , azonban végül alulmaradt Matt Kensethtel szemben. A Pepsi 400-on Michiganben ismét egy történelmi pillanat részesévé vált amikor egy mezőnyben versenyzett édesapjával és féltestvérével. Lee, Richard és Maurice Petty óta ez volt a második alkalom, hogy egy apa a két fiával együtt állt rajthoz.

### 2001
A 2001-es Daytonai 500 mérföldes viadalt február 18-án rendezték. Earnhardt Jr. a második helyen végzett csapattársa, Michael Waltrip mögött, azonban az eredményt beárnyékolta édesapjának, Dale Earnhardt Sr.-nak halálos balesete, mely a verseny utolsó körének legutolsó kanyarjában történt.
A tragédia ellenére rajthoz állt következő hétvégén Rockinghamben, azonban egy – a Daytona 500-on történthez kísértetiesen hasonlító – baleset miatt a 43. helyen végzett. 
Első győzelmét a szezonban a szeptember 11-i terrortámadások után megrendezett legelső versenyen Doverben szerezte, majd Talladegán és apja halálának helyszínén Daytonán, a Pepsi 400-on is diadalmaskodni tudott. Utóbbi győzelmét Dale Earnhardt Sr. emlékére ajánlotta. A bajnokságban a nyolcadik pozícióban zárt,  emellett elnyerte a Talladegai győzelemért járó egymillió dolláros bónuszt, szerzett kilenc top 5-ös, tizenöt top-10-es helyezést és két pole pozíciót.

### 2002–2003
A 2002-es szezon hullámzóan alakult Earnhardt Jr. számára. Áprilisban, Fontanában baleset következtében agyrázkódást szenvedett, de nem vallotta be és továbbra is versenyzett. A következő három versenyen nem tudott a legjobb harminc közé kerülni. Talladegán viszont ismét diadalmaskodott, és az év végi végelszámolásbal a 11. helyen végzett.
2003-ban sorozatban a negyedik győzelmét aratta Talladegán, majd októberben Phoenix-ben is nyerni tudott, összetettben pedig a harmadik lett. Ebben az évben nyerte el első alkalommal a legnépszerűbb versenyzőnek járó díjat.

### 2004
2004-ben sikerült megnyernie a legnagyobb amerikai autósport-eseménynek titulált Daytona 500-at, hat évvel édesapja első és egyetlen itteni diadala után.
Amilyen jól kezdődött az év, olyan rosszul folytatódott Earnhardt Jr. számára. Július 18-án az American Le Mans Series sonomai versenyének bemelegítő edzésén baleset érte, minek következtében másod- és harmadfokú égési sérüléséket szenvedett az állán, nyakán és a lábán. Utólag kiderült, hogy nem viselt tűzálló maszkot. A következő két NASCAR futamot kihagyta, autóját Martin Truex Jr. és John Andretti vezette.
Az év őszén Bristolban történelmet írt: ő lett az első versenyző, akinek egyazon hétvégén sikerült nyernie a Busch és a Cup sorozatban is.
Earnhardt Jr. sikerrel vette az akadályokat és bejutott a NASCAR tíz versenyes rájátszásában és Talladegán megnyerte az ötödik NEXTEL Cup versenyét is a szezonban. 
25 pont levonással büntették, miután obszcén szavakat használt egy tévéműsorban, az ilyen viselkedést a NASCAR szabálykönyve tiltja. Ez az incidens, valamint két egymást követő be nem fejezett verseny elég volt, hogy kiessen a bajnoki címért folyó harcból. A 2004-es szezont az ötödik helyen zárta hat győzelemmel a szezonban. Ebben az évben másodszor is elnyerte a legnépszerűbb versenyzőnek járó elismerést.

### 2005
A 2004-es szezon végeztével jelentős átalakulások mentek végbe a Dale Earnhardt Inc. csapaton belül. Tony Eury Sr. lett a csapatfőnök, ifjabbik Tony Eury Jr.  pedig a „crew chief“, azaz a csapatvezetői posztot vette át a 15-ös számú autó felett, melyet Michael Waltrip vezetett a 2005-ös szezonban. Earnhardt Jr. csapatvezetője Peter Rondeau lett.  Rondeau a Coca Cola 600 versenyhétvégéjéig töltötte be ezt a pozíciót, őt Steve Hmiel, a DEI főmérnöke váltotta. Az együttműködés eredményeképp Dale Jr. megnyerte a Chicagolanden rendezett NEXTEL Cup viadalt, azonban egy motorhiba miatt elúsztak reményei a bajnoki címet illetően. A  szezon vége felé újra elkezdtek együtt dolgozni Tony Eury Jr.-ral.
Earnhardt Jr. zsinórban harmadik alkalommal lett a legnépszerűbb versenyző.

## Magánélete
A rajongói számára csak Dale Jr.-ként, Juniorként becézett versenyző igazi NASCAR családba született; édesapja a stock-car világának legendás, ikonikus figurája, a tragikus körülmények közt, a 2001-es Daytona 500 utolsó körében halálos balesetet szenvedett hétszeres Winston Cup bajnok Dale Earnhardt Sr., apai nagyapja a szintén NASCAR versenyző Ralph Earnhardt, anyai nagyapja az ismert stock-car autóépítő Robert Gee. Féltestvére, Kerry egykori versenyző, mostohaanyja Teresa a Earnhardt Ganassi Racing csapat társtulajdonosa, míg unokaöccse a 22 éves Jeffrey feltörekvő tehetségnek számít a versenypályán. Egymás után nyolc alkalommal választották meg a legnépszerűbb versenyzőnek, a Facebook közösségi oldalon több, mint egymillió rajongója van és ez a szám napról-napra nő.